# Тёмная ночь
«Тёмная ночь» — лирическая песня, написанная композитором Никитой Богословским и поэтом Владимиром Агатовым в 1943 году для фильма «Два бойца».
Песня приобрела огромную популярность и стала в СССР одной из наиболее любимых и известных песен, созданных во время Великой Отечественной войны.
По результатам проведённого в 2015 году журналом «Русский репортёр» социологического исследования, текст песни занял 25-е место из ста самых популярных в России стихотворных строк, включающем, в числе прочего, русскую и мировую классику.

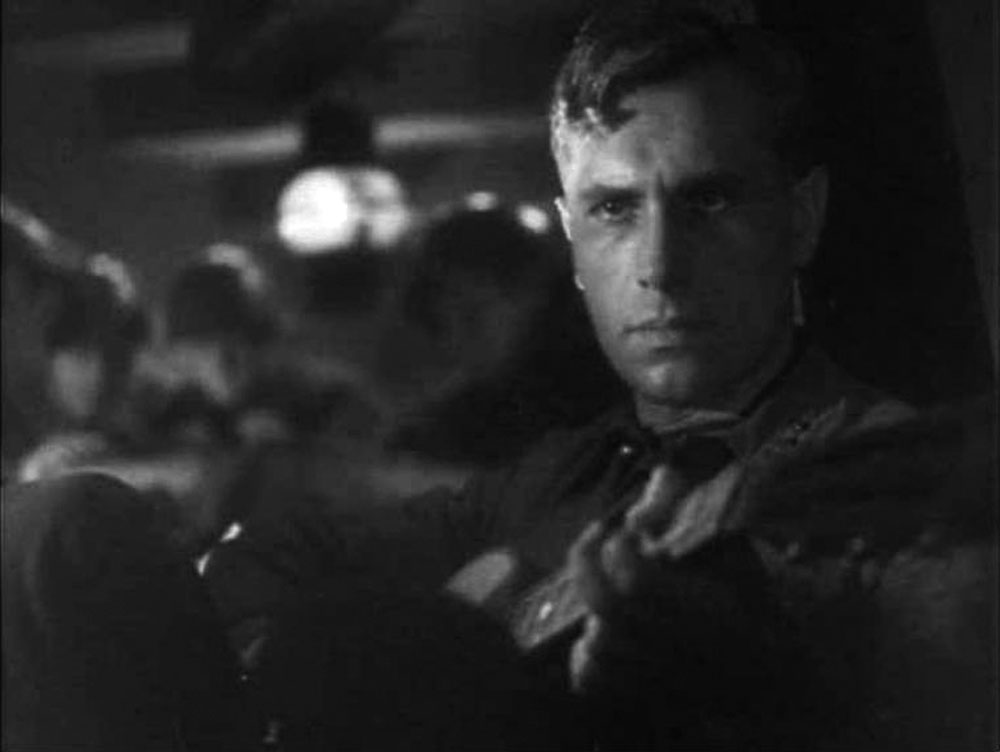
Марк Бернес исполняет песню «Тёмная ночь» (кадр из фильма «Два бойца»)

Тёмная ночь, только пули свистят по степи,

Только ветер гудит в проводах, тускло звёзды мерцают.

В тёмную ночь ты, любимая, знаю, не спишь,

И у детской кроватки тайком ты слезу утираешь.

Как я люблю глубину твоих ласковых глаз,

Как я хочу к ним прижаться сейчас губами!

Тёмная ночь разделяет, любимая, нас,

И тревожная, чёрная степь пролегла между нами.

## История создания
Съёмки фильма происходили в эвакуации, в Ташкенте.
У режиссёра Леонида Лукова не получалось убедительно снять кадр с написанием солдатом письма. После множества неудачных попыток ему неожиданно пришла в голову мысль, что помочь решить эту сцену могла бы песня. Луков обратился к Никите Богословскому, который сел за рояль и практически сразу предложил мелодию. После этого они пошли к Агатову, который также довольно быстро сочинил на неё текст. Тут же, среди ночи был разбужен Марк Бернес, и вскоре фонограмма песни была готова, а на следующий день эпизод был снят. Главный герой фильма Аркадий Дзюбин в исполнении Марка Бернеса поёт эту песню под гитару ночью, во время дождя, во фронтовой землянке с протекающей кровлей.

## Исполнители
Ещё до выхода фильма на экран Леонид Утёсов, получив от Никиты Богословского ноты песни, без ведома и разрешения авторов песни и творческой группы картины начал исполнять её во время выступлений, а в 1943 году, ещё до выхода фильма на экраны, записал её на пластинку. Таким образом, для зрителей фильма был утрачен сам момент новизны. Но, несмотря на это, именно бернесовская интерпретация, отличающаяся удивительной искренностью и душевностью, считается классической. Кроме исполнения в фильме, артист записал ещё пять её студийных вариантов: грампластинки 1943 года (Москва), 1954 и 1958 годов (Ленинград); магнитозаписи 1958 и 1967 годов (Москва). Другие исполнители этой песни: 
- Баста
- Би-2
- Дима Билан
- Мария Бурмака
- Вячеслав Бутусов
- Георгий Виноградов
- Лусинэ Геворкян
- Александр Городницкий
- Борис Гребенщиков
- Людмила Гурченко
- Виктория Дайнеко
- Сергей Ефременко
- Владимир Захаров
- Земфира
- Александр Иванов
- Кипелов
- Иосиф Кобзон
- Иван Козловский
- Сергей Куприк
- Максим Леонидов
- Пётр Лещенко
- Муслим Магомаев
- Андрей Макаревич
- Сергей Маховиков
- Анатолий Мокренко
- Владимир Нечаев
- Noize MC
- Ян Осин
- Женя Отрадная[4]
- Олег Погудин
- Иван Ребров
- София Ротару
- Русский размер
- Игорь Скляр
- Сергей Трофимов
- Дмитрий Хворостовский
- Хелависа
- Дмитрий Хоронько
- Фёдор Чистяков
- Николай Щукин

- В 1945 году песню записал на грампластинку финский певец, композитор и актёр Георг Мальмстен («Tumma yö» - Georg Malmstén ℗ 1945 Sointu).
- В 1947 году в США вышла пластинка с песней в исполнении американского певца Сидора Беларского (на русском языке) в сопровождении оркестра Миши Борра и аккордеониста Джона Серри[англ.] («Dark Night» - Sidor Belarsky with the Mischa Borr Orchestra and accordionist John Serry ℗ 1947 RCA Victor).
- Под названием «Ciemna dziś noc» песня в поэтическом переводе Юлиана Тувима в 1950—1960-е годы была популярна в Польше в исполнении вокального квартета «Чеянда», певицы Веры Гран, певца Мечислава Фогга и других.
- В 2001 году эстонская панк-группа «Vennaskond» включила в альбом «Ma armastan Ameerikat» («Я люблю Америку») кавер-версию песни[5] в переводе на эстонский язык. Запись также включена в альбом «News from Nowhere» («Новости из Ниоткуда»).

## В культуре
- 1967 — новелла «Тёмная ночь» в повести Натальи Меклин-Кравцовой «От заката до рассвета» — реальная история отношения к песне «ночных ведьм» 46-го гвардейского ночного бомбардировочного авиационного полка.
- 1974 — в одном из эпизодов фильма «Если хочешь быть счастливым» песню исполняет Николай Губенко.
- 1974 — в фильме «День приёма по личным вопросам». Звучит в исполнении Ладо Лесковара[словен.] на словенском языке
- 1993 — в одном из эпизодов фильма «Сталинград» звучит мелодия песни (что буквально на грани анахронизма, так как действие происходит осенью 1942 года. Однако именно в это время Л. Утёсов, получивший ноты песни от композитора, уже исполнял её, в том числе во время концертов на фронте.).
- 2001 — в хите группы «Bad Balance» «Питер — Я Твой!» в качестве музыкальной основы использован фрагмент записи М. Бернеса 1958 года (четыре такта вступления и первые два слова вокала: «Тёмная ночь…»).
- 2004 — в фильме «Тёмная ночь» использована как музыкальный лейтмотив в вокальном (исполнитель А. Федорович) и инструментальном изложении.
- 2010 — в фильме «Последняя игра в куклы» есть эпизод, в котором дети играют в войну, изображая военный лагерь и землянку, поют песню.
- 2006 — в начале фильма «30 дней до рассвета» звучит во время отступления солдат дивизии СС «Викинг».